# Wakil Ahmad Mutawakil
Wakil Ahmad Muttawakil (Pasjtoe: وکيل احمد متوکل) (ca. 1971) was de laatste minister van Buitenlandse Zaken van de Talibanregering. Na de oorlog in Afghanistan werd hij aangetroffen in een berg. Naar verluidt heeft hij hier samen met Osama bin Laden gezeten.